# Palicourea moralesii
Palicourea moralesii är en måreväxtart som först beskrevs av Julián Baldomero Acuña Galé och Roíg, och fick sitt nu gällande namn av Attila L. Borhidi. Palicourea moralesii ingår i släktet Palicourea och familjen måreväxter. Inga underarter finns listade i Catalogue of Life.